# Gigantopithecus
Gigantopithecus là một chi vượn người tồn tại từ 9 triệu năm trước đây cho đến 100.000 năm trước đây, ở khu vực ngày nay là Trung Quốc, Ấn Độ và Việt Nam, có nghĩa rằng Gigantopithecus sống cùng thời kỳ và vị trí với những dạng người sớm như Homo erectus (người đứng thẳng). Các hóa thạch còn cho biết rằng các cá thể của loài Gigantopithecus blacki là to lớn nhất trong số các loài vượn người trong lịch sử, với chiều cao khi đứng thẳng tới 3 m (9,8 ft) và cân nặng tới 540 kg (1.190 lb). Nó có lẽ đi bằng bốn chân và ăn cỏ, chủ yếu ăn tre, có thể cộng với trái cây theo mùa. Tuy nhiên, các lý thuyết gần đây cho rằng nó có thể thay đổi chế độ ăn tùy môi trường sống (generalist). Mặc dù chúng ta không biết chắc chắn tại sao Gigantopithecus tuyệt chủng, các nhà nghiên cứu cho rằng nó bị tuyệt chủng chính vì sự thay đổi khí hậu và vì phải cạnh tranh với các loài hợp hơn với môi trường.
Các nhà nghiên cứu đã phát hiện nhiều răng của Gigantopithecus blacki tại hang Liễu Thành ở thành phố Liễu Châu, tỉnh Quảng Tây, Trung Quốc, nhưng họ cũng tìm thấy hóa thạch ở những nơi khác tại Việt Nam và Ấn Độ. Các phát hiện này gợi ý rằng phạm vi kiếm thức ăn của Gigantopithecus là Đông Nam Á. Những hóa thạch của loài thứ hai, Gigantopithecus giganteus, được tìm thấy ở miền bắc Ấn Độ và ở Trung Quốc. Ở Trung Quốc, những chiếc răng của loài này được tìm thấy ở huyện Đại Tân, thành phố Sùng Tả, tỉnh Quảng Tây; tại các địa mạo đá vôi ở Quảng Tây; và tại huyện Vũ Minh, thành phố Nam Ninh, tỉnh Quảng Tây.

## Hóa thạch

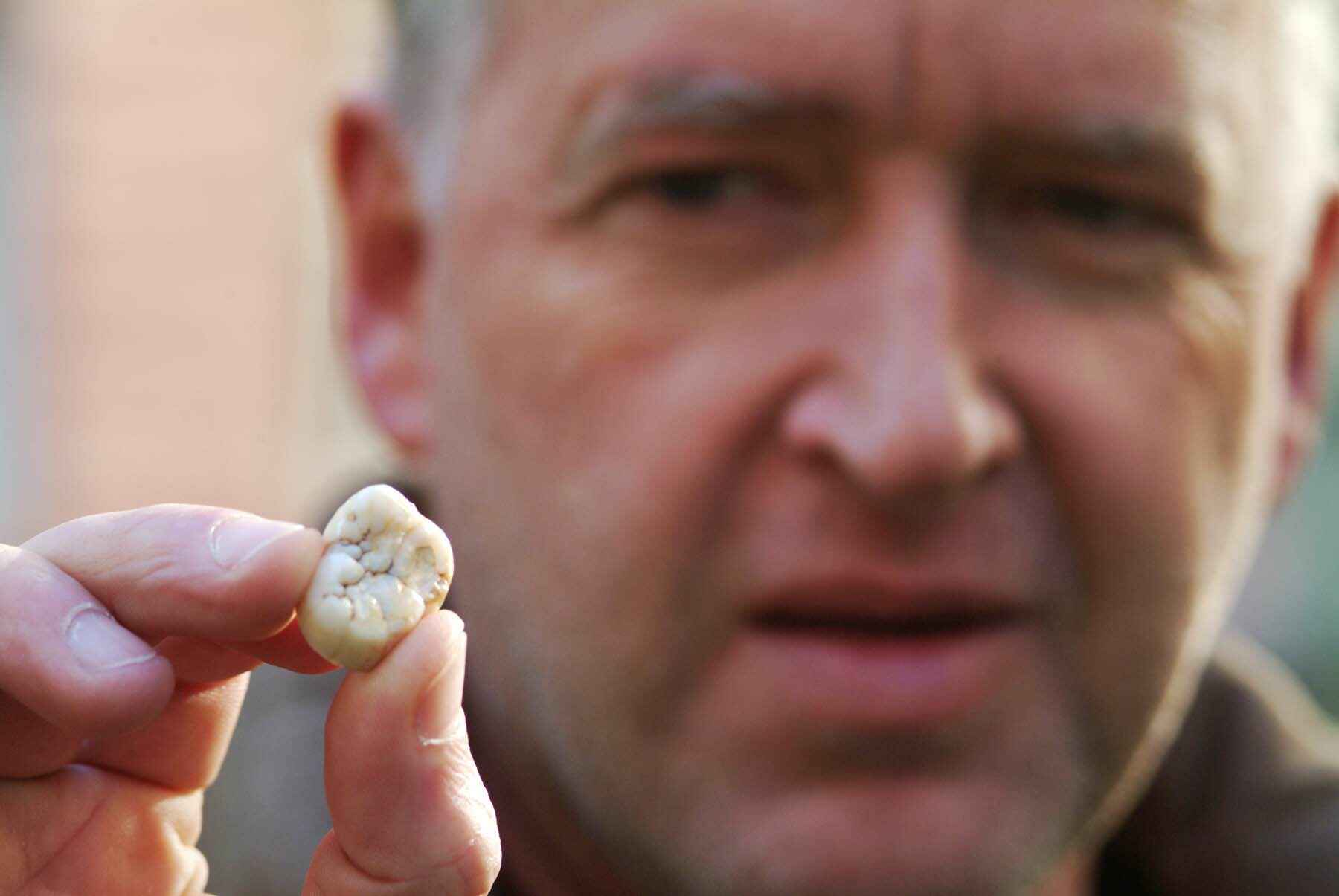
GS Friedemann Schrenk cầm răng hàm (mẫu gốc) của Giganthopithecus blacki.

Di cốt hóa thạch đầu tiên của Gigantopithecus được một nhà nhân loại học miêu tả đã được Ralph von Koenigswald tìm thấy năm 1935 trong một hiệu thuốc. Các răng và xương hóa thạch thường được nghiền thành bột và sử dụng trong một vài bài thuốc của y học cổ truyền Trung Hoa. Von Koenigswald đặt tên cho loài giả thuyết này là Gigantopithecus.
Kể từ đó, khá ít hóa thạch của Gigantopithecus đã được phát hiện. Ngoài những chiếc răng hàm tìm thấy trong hiệu thuốc bắc ở Trung Quốc, tại hang Liễu Thành ở Liễu Châu người ta cũng tìm thấy một loạt răng của Gigantopithecus blacki, cũng như một vài xương hàm. Các di chỉ khác mà có một lượng đáng kể các di cốt nằm ở Việt Nam và Ấn Độ. Các phát hiện này gợi ý rằng phạm vi phân bố của Gigantopithecus là Đông Nam Á.
Năm 1955, 47 chiếc răng của G. blacki đã được tìm thấy trong một lô hàng "giáp cốt" ở Trung Quốc. Truy dấu vết đường đi của những chiếc răng này tới nguồn của chúng người ta đã tìm thấy nhiều răng hơn nữa và cả một bộ xương hàm dưới to lớn và khá hoàn chỉnh. Năm 1958, ba bộ xương hàm dưới và trên 1.300chiếc răng đã được tìm thấy. Các di cốt Gigantopithecus cũng được phát hiện tại các di chỉ ở Hồ Bắc, Quảng Tây và Tứ Xuyên, từ các nhà kho chứa dược liệu của y học cổ truyền Trung Hoa, cũng như trong các trầm tích hang động. Không phải mọi di cốt ở Trung Quốc đều có cùng niên đại, và các hóa thạch ở Hồ Bắc dường như là trẻ nhất trong số các hóa thạch tìm thấy tại Trung Quốc. Những chiếc răng ở Hồ Bắc cũng to lớn hơn.
Năm 2014, hóa thạch răng và quai hàm được cho là của G. blacki được tìm thấy lần đầu tiên ở Indonesia.

## Đặc trưng
Phương thức di chuyển của Gigantopithecus hiện vẫn chưa rõ, do người ta vẫn chưa tìm thấy xương chậu hay xương chân của chúng. Quan điểm chi phối cho rằng nó đi đứng bằng 4 chân, giống như khỉ đột và tinh tinh ngày nay; tuy nhiên, quan điểm thiểu số vẫn cho rằng chúng đi đứng bằng 2 chân. Quan điểm này được Grover Krantz ủng hộ, nhưng giả định này chỉ dựa trên một số ít di cốt quai hàm đã được tìm thấy, tất cả chúng đều có hình dạng chữ U và mở rộng ra về phía sau. Điều này tạo ra không gian để khí quản nằm hoàn toàn bên trong quai hàm, cho phép hộp sọ nằm vuông góc trên cột sống hoàn toàn thẳng đứng như ở người hiện đại, chứ không phải là đại khái ở phía trước cột sống, như ở các loài vượn lớn khác.
Quan điểm đa số cho rằng trọng lượng của một con vật to lớn như vậy sẽ tạo ra ứng suất rất lớn lên các xương chân, mắt cá chân và bàn chân của con vật nếu như nó đi lại bằng hai chân; trong khi nếu nó đi lại bằng bốn chân, như khỉ đột, thì trọng lượng của nó sẽ phân bố đều hơn lên mỗi chân.

## Chế độ ăn
Các quai hàm của Gigantopithecus là sâu và rất dày. Các răng hàm có chỏm răng thấp và phẳng, và thể hiện là chứa lớp men răng dày, thích hợp cho việc nghiền các vật dai. Các răng tiền hàm rộng và phẳng, có cấu hình tương tự như các răng hàm. Các răng nanh không nhọn mà cũng chẳng sắc, trong khi các răng cửa thì nhỏ, giống như cái chốt và mọc khít vào nhau. Các đặc trưng này của quai hàm và răng gợi ý rằng con vật đã thích nghi với việc nhai những thức ăn dai, nhiều sợi bằng cách cắt, nghiền nát và nghiền nhỏ nó. Răng của Gigantopithecus cũng có nhiều lỗ rỗng, tương tự như ở gấu trúc lớn, loài với nguồn thức ăn chủ yếu là tre trúc, và điều đó gợi ý rằng nguồn thức ăn của Gigantopithecus cũng có thể là tương tự.
Ngoài tre trúc ra, Gigantopithecus còn ăn các loại thức ăn thực vật khác, như gợi ý từ phân tích các loại thực kết thạch bám vào răng của chúng. Việc kiểm tra các vết xước vi thể và các dấu tích sạn thực vật bám vào răng Gigantopithecus gợi ý rằng chúng còn ăn cả hạt và hoa quả, cũng như là tre trúc.

## Phân loại
Trong quá khứ, G. blacki được cho là có quan hệ họ hàng gần với người tiền sử, cụ thể là với Australopithecus, trên cơ sở chứng cứ răng hàm; nhưng điều này hiện nay được coi chỉ là kết quả của tiến hóa hội tụ. Gigantopithecus hiện nay được đặt trong phân họ Ponginae cùng với đười ươi.

## Các loài

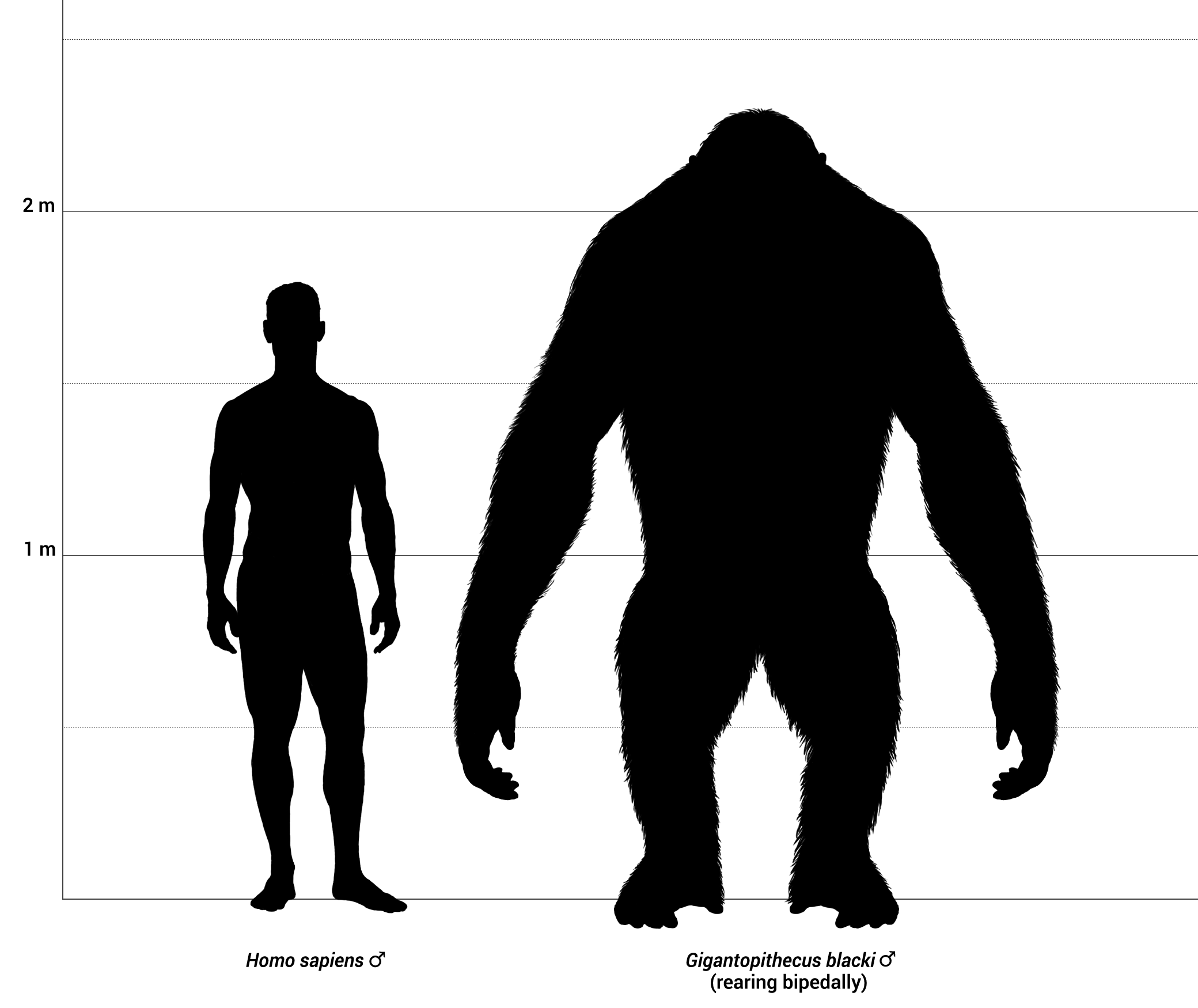
Biểu đồ so sánh một người đàn ông cao 1,8 m với Gigantopithecus blacki (trái) và G. giganteus (phải): Biểu đồ này dựa theo các tỷ lệ của đười ươi khi đứng thẳng.

Hiện tại người ta đã biết 3 loài Gigantopithecus đã tuyệt chủng là: 
- Gigantopithecus blacki: Tìm thấy trong các di chỉ hang động ở miền nam Trung Quốc và Việt Nam.
- Gigantopithecus bilaspurensis: Tìm thấy ở Ấn Độ.
- Gigantopithecus giganteus: Tìm thấy ở miền bắc Ấn Độ và Quảng Tây (Trung Quốc). Loài này có lẽ đã sinh tồn trước G. blacki khoảng 5 triệu năm. Mặc cho tên gọi định loài "giganteus" - nghĩa là khổng lồ - nó có lẽ có kích thước chỉ cỡ một nửa của G.blacki.

## Tuyệt chủng
Gigantopithecus có thể đã tuyệt chủng vào khoảng 100.000 năm trước đây, do thay đổi khí hậu trong thế Pleistocen đã thay đổi thảm thực vật rừng thành thảm thực vật xa van, và nguồn cung cấp thức ăn như hoa quả đã suy giảm. Gigantopithecus không ăn cỏ, rễ cây và lá là những nguồn thức ăn chủ yếu trong xa van.